# Вона — нафтова свердловина
«Вона — нафтова свердловина» (англ. She's Oil Mine) — американська короткометражна кінокомедія Жуля Вайта 1941 року з Бастером Кітоном в головній ролі.

## Сюжет
Бастер з напарником працюють водопровідниками. Візит до однієї дами, господині нафтових свердловин, щоб полагодити душ, закінчується для нього дуеллю.

## У ролях
- Бастер Кітон — Бастер Уотерс, сантехнік
- Монте Коллінз — Монте Пайпер, сантехнік
- Едді Лотон — Клементі, наречений Елсі
- Елсі Амес — Елсі, спадкоємиця
- Гаррі Сімельс — суддя